# Kroniek van Bychowiec

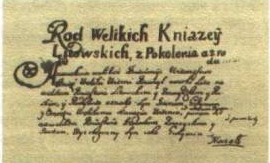
Titelblad

De Kroniek van Bychowiec of Bychowieckroniek (ook wel gespeld als Bykhovets, Bykovets of Bychovec) is een anonieme 16e-eeuwse kroniek van het Grootvorstendom Litouwen, geschreven in het Oudroetheens met het Latijnse Pools alfabet. Hoewel het een van de minst betrouwbare bronnen van het tijdperk is, wordt de Bychowieckroniek beschouwd als de meest uitgebreide bewerking van de Litouwse Kronieken.

## Oorsprong en publicatie
De kroniek is waarschijnlijk geschreven tussen 1519 en 1542, hoewel er nog enkele delen werden toegevoegd tot in 1574. Auteurs van de kroniek zijn niet bekend. De tekst benadrukt de prestaties van de families Goštautai en Olsjanski (waartoe bijvoorbeeld koningin Sofia Holsjanska van Polen behoorde), in het bijzonder die van Jonas Goštautas (grootkanselier van Litouwen onder Vytautas de Grote). Daarom hebben wetenschappers geconcludeerd dat de productie van de kroniek werd gesponsord door een lid van deze families. Enkele kandidaat-auteurs voorgesteld door geleerden zijn grootkanselier Albertas Goštautas (1480–1539, kleinzoon van Jonas), bisschop Paweł Holszański (1485–1555) en hertog Olelkovich.
De 19e-eeuwse Poolse edelman en historicus Aleksander Bychowiec ontdekte de kroniek in 1830, die daardoor bekend is geworden onder zijn naam als de Kroniek van Bychowiec. Pools-Litouws historicus Teodor Narbutt (1784–1864) bestudeerde, kopieerde en publiceerde de kroniek volledig in 1846 onder de titel Pomniki do dziejów litewskich. Het originele handschrift van 159 pagina's raakte al snel na Narbutts publicatie zoek en tot 2011 was de kroniek alleen bekend van de kopie van Narbutt. Daarom waren eerdere onderzoekers sceptisch over de authenticiteit van de kroniek. De kroniek werd in 1907 ook gepubliceerd in deel 17 van de Volledige Verzameling van Russische Kronieken (PSRL). In 1971 verscheen een Litouwse vertaling.
In 2011 ontdekten Litouwse historici in het Nationaal Archief in Krakau (Pools: Archiwum Narodowe w Krakowie) een fragment (ongeveer een vijfde van het origineel) van een kroniek die in wezen identiek is aan de Bychowieckroniek; ze publiceerden het in 2018. Deze Kraukause kopie is geschreven in het Cyrillisch schrift en stamt uit de jaren 1570 of 1580. De ontdekking weerlegde het idee dat de kopie van Narbutt een vervalsing was.

## Inhoud
Narbutt beweerde dat op de achterkant van de laatste pagina stond dat het een Litouwse kroniek is, vertaald vanuit het Oudroetheens naar het Pools. In feite is het geschreven in het Roetheens, getranscribeerd in het Poolse alfabet. De kroniek mist een begin en een einde. De eerste pagina is gereconstrueerd door de samenstellers van de Volledige Verzameling van Russische Kronieken met behulp van de geschriften van Maciej Stryjkowski. De kroniek eindigt midden in een zin waarin de Slag bij Kletsk van 1506 wordt beschreven. De kroniek is niet alleen positief bevooroordeeld ten opzichte van de Litouwse adel, met name de Goštautai-familie, maar besteedt ook meer aandacht aan katholieke zaken, met name de Franciscanen. De legende van de Franciscaanse martelaren van Vilnius werd voor het eerst opgetekend in de Kroniek van Bychowiec.
De inhoud kan grofweg worden verdeeld in drie delen: legendarisch, historisch en eigentijds. Het legendarische deel ging dieper in op de legenden van de Palemoniden, waarbij de genealogie van de Litouwse adel werd teruggevoerd tot Apolon of Palemon, een 5e-eeuwse edelman uit het Romeinse Rijk. Het historische gedeelte beschrijft historische gebeurtenissen met andere kronieken als bron. Dit gedeelte is vaak verwarrend en tegenstrijdig. Gebeurtenissen worden zelden gedateerd en door elkaar gehaald afhankelijk van het thema; de reconstructie van een juiste chronologie zou onmogelijk zijn zonder andere bronnen. Dit gedeelte wordt niet betrouwbaar geacht. Het eigentijdse gedeelte beschrijft gebeurtenissen tijdens het leven van de kroniekschrijver, met name het bewind van koning Alexander van Polen (1492–1506). Deze sectie wordt als waardevol en betrouwbaar beschouwd.
De Kroniek van Bychowiec gebruikte veel middeleeuwse documenten als bron, voornamelijk eerdere versies van Litouwse Kronieken, die op hun beurt andere kronieken gebruikten, waaronder de Galicisch–Wolhynische Kroniek. Na ongeveer 1446 werd de kroniek een onafhankelijke bron, gebruikmakend van aantekeningen gemaakt tijdens het bewind van koning Alexander de Jagielloon van Polen. De kroniekschrijvers hadden waarschijnlijk toegang tot aantekeningen of kronieken van Jonas Goštautas, aangezien zijn activiteiten in 1440–1453 bijzonder gedetailleerd zijn.
Hoewel het een van de minst betrouwbare Slavische kronieken is, wordt algemeen aangenomen dat de Bychowieckroniek veel middeleeuwse documenten als bron heeft gebruikt. Onderzoek met vergelijkende tekstanalyse heeft geprobeerd aan te tonen dat in feite de enige zeer belangrijke bron van het Bychowiec-handschrift de Galicisch–Wolhynische Kroniek was, mogelijk in een kopie of in fragmenten die enigszins verschilden van de versies die er in moderne tijden bekend zijn.